# 장클로드 트리셰
장클로드 트리셰(프랑스어: Jean-Claude Trichet, 1942년 12월 20일~)는 프랑스의 고위 공무원이다. 2003년 11월 1일부터 2011년 10월 31일까지 제2대 유럽 중앙은행 총재를 지냈다.

## 약력
장클로드 트리셰는 1942년 12월 20일 프랑스 리옹에서 태어났다. 파리에서 고등학교를 마쳤고 '국립 광업 학교'중 하나인 낭시의 '국립 광업 학교'(프랑스어:École des Mines de Nancy.)에서 공부했고 그 후 1966년 파리 대학교에서 경제학 석사를 취득후 파리의 파리 정치학 연구소(프랑스어: Institut d'Etudes Politiques de Paris)에서 공부를 한 뒤 프랑스의 자크 시락 등 프랑스의 고급 공무원, 정치인을 배출하는 유명한 고등 행정 학교(프랑스어:École nationale d'administration) 1969년부터 1971년까지 공부를 했다.
그는 외교관과 결혼을 했고 2명의 아들을 두었다.

## 직업
금융 감독원으로 직업경력을 가지고 있다. 1978년 그는 발레리 지스카르데스탱 대통령 시절 엘리제궁에서 고문으로 활동했고, 1986년는 에두아르 발라뒤르(프랑스어:Édouard Balladur) 경제부 장관 밑에서 일했었다. 1993년에는 프랑스 중앙은행의 총재가 되었다.
2003년 11월 1일 1998년 6월 1일부터 유럽 중앙은행 첫 번째 총재로 활동해온 빔 다위센베르흐의 후임으로 유럽 중앙은행 총재로 임명되었다.
2007년 파이낸셜 타임즈는 서브프라임 모기지 사태에 대한 대응으로 올해의 인물로 장클로드 트리셰를 선정했다.